# Suba (ruhadarab)

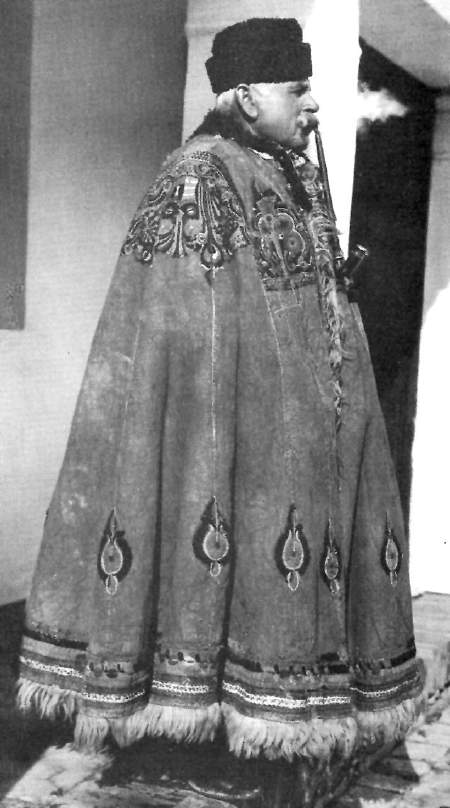
Subás férfi 1900 körül

A suba a cifraszűr mellett a magyar népviselet „szakrális” öltözéke. A hosszúfürtű magyar juh szőrös bőréből készül, palástszerű, bokáig ér. A suba öregnek tekintélyt, fiatalnak erőt, férfiasságot, hullámzása, a testen való ringása a járásnak, mozgásnak szépséget adott, szerkezeti tagoltsága, díszítése emelte a test derekasságát. A módosabb házasuló legénynek kijárt egy suba, de általában a meglett férfikorban viselték. A hivatali méltóságnak is velejárója volt.

## Története
Eredetéről nincsenek bővebb adataink, nagy valószínűséggel nomád állattenyésztő korunk óta kísér bennünket. A 13–17. századbeli írott emlékekben nagyobbrészt prémmel bélelt ujjas vagy ujjatlan ruhát jelentett. A szőrével befelé fordított, kívül selyemmel, szövettel borított suba Mátyás király idejében igen népszerű és előkelő viselet volt. A 16–17. században a polgárság körében is igen elterjedt. Erről Heltai Gáspár ezt írta: „az előbbvaló időkben polgár uram eljárhat vala a fekete bárány bőrrel belet hatzokában (…), de most szégyennek tartja, ha hát subában megyen… ha látod, hogy nyest ruhájában előballag, király kancelláriusnak nézed.”
A borítás nélküli báránybőr subák a pásztorok és a nép körében terjedtek el. Bél Mátyás  írja az alföldi pásztorokról 1737 -ben: „Nyers bőrből szabott felettébb szőrös ruhaneműben járnak, aminek bunda a neve.” A subát a nagykunságiak, hajdúságiak és a délborsodiak bundának nevezték. A Dunántúlon és Erdélyben a ködmönök és mellesek néhány fajtáját nevezték bundának. A suba igazi hazája az Alföld volt, ahol az asszonyok is viselték. A Dunántúlon inkább csak Veszprém környékén divatozott az ünneplő suba. Erdélyben a Mezőségen a férfiak és nők egyaránt használnak subát. A suba divatja az I. világháború után megszűnt.

## A suba szabása és hímzése
Az egyszerűbbeket 5–7 bőrből, az ünneplőket – kinek-kinek módja szerint – 12–24 bőrből csinálták. Ezek közül egy a vállbőr volt, melyet kissé karcsúsított téglalap alakra szabtak, közepét a nyaknak megfelelően kivették. Ehhez toldták az elejbőrt, a vállnál kerekített oldalbőröket és a hátbőrt. A zsákszerűen összevarrt bőröket elöl a nyakkivételtől végig hasították, az alját pedig egyenesre vágták, és irhával körülszegték. Nyaka köré egy egész fekete báránybőrből ún. kacagánygallért varrtak.

## Fajtái
A suba virágkorát a 19. században élte. Viselője, használati célja, szabása és készítésmódja szerint a következő főbb fajtáit különböztették meg: ünneplő suba, juhászbunda, kocsiravaló suba és asszonysuba. – Az ünneplő subát nevezték templombajárónak, díszítése szerint pedig virágosnak, irhásnak vagy almásnak is.

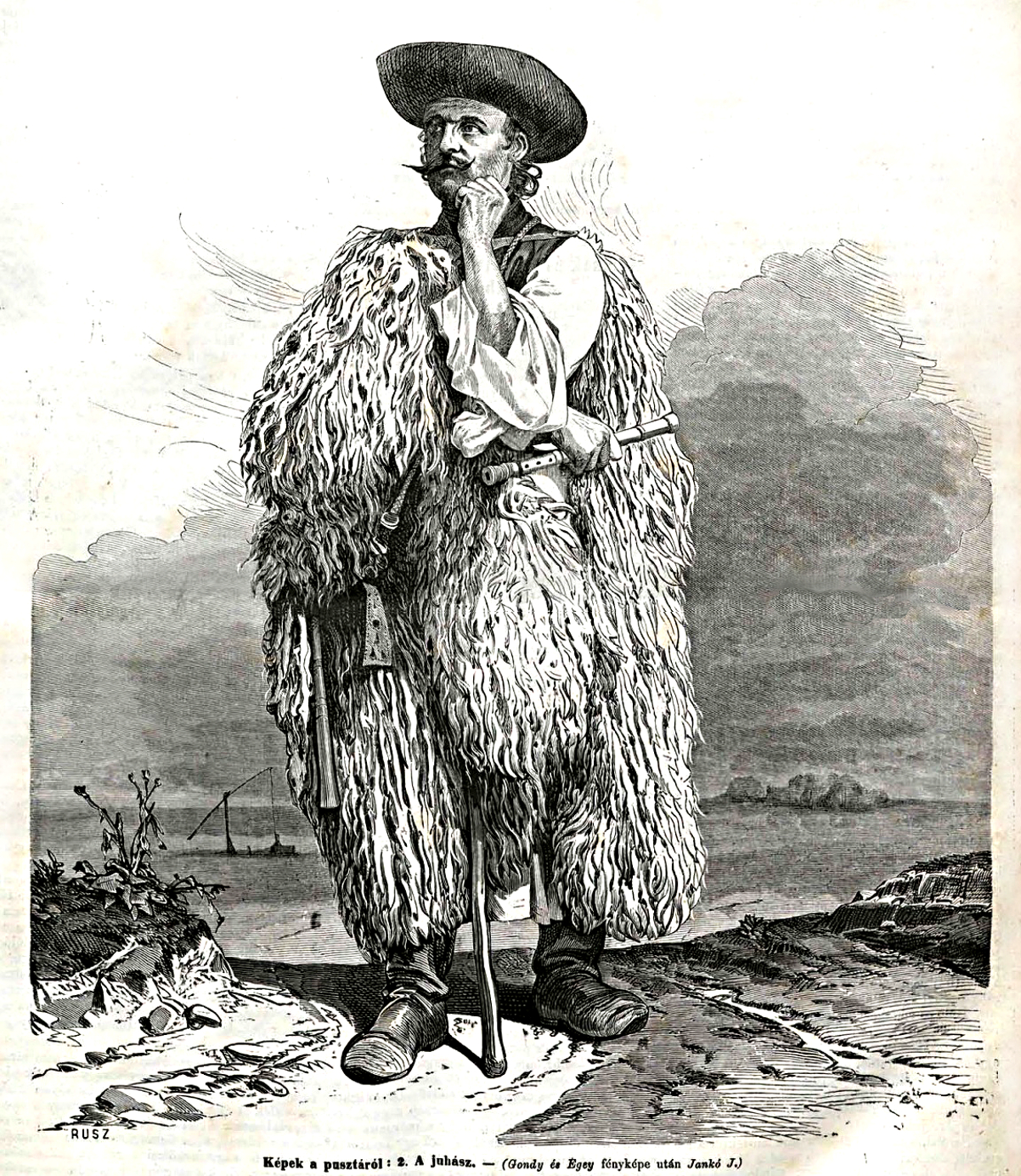
Juhász subában, a Vasárnapi Ujság illusztrációja 1870. február 17.A jó subához a bőrt ki sem mosták, mert amíg benne maradt a juhszőr természetes zsírossága, lepergett róla az eső és nem járta át a hajnali harmat

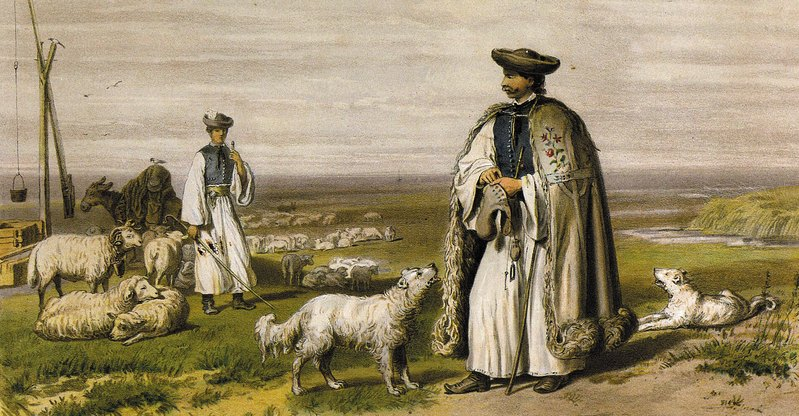
Prónay Gábor: Juhászok, 1855

1745-ben a váci püspök elrendelte, hogy a szolnoki lakosok a kiállhatatlan zsíros szag miatt juhászbundában a templomba lépni ne merjenek, de mivel a piszkos subát gálaruhának, a tisztességes fehér szűrt pedig megalázó öltözetnek tartották, nem engedelmeskedtek. Egy század múlva ezek a jobbára juhászok által készített zsíros subák, a szűcsmesterek munkája nyomán, a módosabb parasztság legszebb ünneplő ruhái lettek. Az ünneplő subát mérete, díszítése monumentálissá tette. A bővebbek palástja kiterítve teljes kört formált, aljának kerülete 4–6 m, hossza 120–130 cm volt. Készíttetőjének vagyoni helyzetétől és rátartiságától függően 12–24 bőrből szabták. Különösen a jászságiak és kiskunságiak voltak szertelenül bővek. Az ünneplő subát – eltérően a juhász- és kocsiravaló subáktól – nem erős ürübőrökből, hanem selymesfürtű, kikészítés után bársonyos tapintású báránybőrökből készítették.
A 19. század elejétől egyre inkább a bundavarró szűcsök remekelte irhás, virágos subák hódítottak. A bőröket meghagyták természetes fehér színükben, de Békésben és a Kiskunságban sárga földdel okker sárgára, Veszprém környékén taplóval vöröses-barnára festették. Az ünneplő suba ornamentikailag mesterien megtervezett remekmű volt. Deréktoldásán 15–25 cm széles keresztirha futott, melyet gazdagon hímeztek, a hosszanti oldalvarrásokat 2–4 cm széles vízfolyásos vagy almás szélű fehér vagy piros szálirha fedte. Az ünneplő suba fődísze a félkör alakú válltányér virágozás.
Díszítése szerint a következő jellegzetes típusai voltak: a nagykunsági–hajdúsági kötözött aljú suba, a tömör, fekete virágozású borsodi, a zöldselymezésű jászsági, a halványsárga falú békési és kiskunsági (csongrádi, félegyházi, halasi), a remekművű csabai, a fekete-bordó-lilás árnyalatú kálomistás és a világosabb – kéket, sárgát is használó – pápistás kecskeméti suba. A Dunántúlon a Balatontól északra a sárgafalú veszprémi suba terjedt el.
Bél Mátyás írta: „…ha fáznak befordítják, ha melegük van, kifordítják.” Felfogta az őszi hideg esőt, a süvöltő pusztai szeleket, a pustoló hóförgetegben is őrködhetett benne a pásztor. Fektében ágya, derékalja, párnája volt. Amikor a jószágot vigyázta botjára támaszkodva, karja alá gyűrte, ha megúnta az ácsorgást, ülésnek használta: maga alá szedte, kötését a fara alá igazította, ha rámelegedett, földbe szúrt kampójára akasztotta, és árnyékában hevert.

## Készítése
Mesterei a juhászok voltak, akik ősi soron 6–8 zsíros ürü bőrből varrták juhbélből sodort húrral vagy bőrből hasogatott szironnyal.

## Asszonysuba
Az asszonyokat illető legnépszerűbb téli felsőruha az ország egyes vidékein az asszonysuba vagy kissuba volt. Ezt is a magyar juh szőrös bőréből készítették. Körgallérszerűen a vállakra illeszkedett. Szabásuk egyszerű: a vállakon összetoldott elej- és hátrészből és két oldalt a vállakon kerekített oldalbőrből állt. A hosszabbak szabása megegyezett a férfi subákéval. Jellemzője a kb. 25 cm széles, fodros vagy leöltött fekete hasi báránybőr gallérja. Ugyanilyen prém szegte elöl és alul is. Álló nyaka 5–6 cm-es. A legrégebbiek – az emlékezők szerint – a 19. század első felében még fehér színűek voltak, naturalisztikus virágozással, de már ekkor kezdték gubacs, dió vagy eperfa tapló kifőzött levével barnára festeni. Eredetéről keveset tudunk. A régebbi típusok szabása alapján feltételezhetjük, hogy a férfi subák nyomán terjedtek el. A polgári viseletben való előfordulása viszont arra enged következtetni, hogy az úri-nemesi ruházat „subicáinak” népies változatai. Ábrázolásokon és a szűcsárjegyzékekben a 19. század elejétől fordul elő, amikor – kiszorítva a ködmönök és menték divatját – a Tiszántúlon szinte minden asszonynak volt kisbundája. A szegény asszony ócskán vett vagy a gazdaasszony mellett való szolgálataiért kapott egy-egy használtat. A férjhezmenő gazdalánynak ládájába tartozott. A módosabbak már egybokorvirágosat vagy még feljebb kétbokorvirágosat (bőrönként egy, ill. két bokorvirág) csináltattak. A bokorvirágok számának megfelelően rakták ráncba. A ráncok járás közben ringatták a menyecskék derekát.

### Készítése

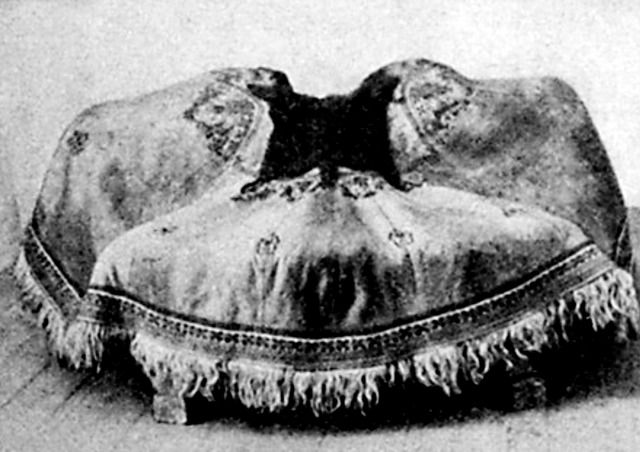
Szeged környéki irhás suba kiterítve, 1900

Főként a kunsági, hajdúsági, borsodi, bihari kisbundás szűcsök voltak, akik a suba egész felületét tökéletesen felépített, fekete szűcsselyem virágozással borították. Igen szépek és híresek voltak még a zöld selymezésű debreceniek és jászságiak, a rövid, tarka virágos böszörményiek. A vásárhelyi kissubák, 8–12 bőrből, szerényebb virágozással készültek, mint a vele rokon csabaiak, szegediek és makóiak. A bokáig érő nyíregyháziakat az 1870-es, 80-as években még több színnel, később egyszín zölddel varrták. A Dunántúlról csak a hosszú csökölyi suba ismert. Sárgás-barnás alapját a piros kereszt és a félkörösen csipkézett „almás” szélű szálirhák ritmikusan tagolták.

## Subával kapcsolatos szólások, közmondások
- Suba a subával, guba a gubával
- Bolondnak guba, nem szép suba
- Bolondot guba illet, nem suba
- Eb a csikós suba nélkül
- Guba nem suba
- Kérd tőle süvegét, subáját is odaadja
- Ki hideget ád, subát is ad hozzá
- Közelebb az ing, mint a suba
- Ne nézd a szép subát, de vizsgáld az elmét
- Ne szaggasd nyárban a téli subát
- Nem a köntös, nem a hosszu suba teszi a papot
- Nem oly szép a suba, ujja belül, mint a derék bélése
- Nem tudom suba-e vagy ködmön
- Nyárban szaggatja a téli subát
- Ritka csikós suba nélkül
- Suba nem bunda
- Tudja Isten, kinek subát, kinek gubát
- Vén suba
- Zsiros mint a csikós suba
- Subagallér, gavallér
- Ritka mint a subagallér
- Csak a subagallérja maradt
- Terem az ember, mint a subagallér
- Suba Egyik gubás, másik subás [5]
- Subának a subát.